# Waldemar Wolter
Waldemar Wolter (* 19. Mai 1908 Würzburg; † 28. Mai 1947 in Landsberg am Lech) war ein deutscher Mediziner und Lagerarzt in mehreren Konzentrationslagern.

## Karriere als Lagerarzt
Er war Mitglied der NSDAP (Mitgliedsnummer 3.140.090). Wolter absolvierte ein Studium der Medizin und promovierte 1938 an der Universität Würzburg mit der Dissertation: Die kolloidchemische Entstehung des Kotsteines im Appendix zum Dr. med. Als untauglich für den Fronteinsatz ausgemustert, trat Wolter im Januar 1941 der Waffen-SS (SS-Nr. 104.540) bei, in der er am 1. April 1942 zum SS-Hauptsturmführer der Reserve ernannt wurde. Als planstellenmäßiger SS-Lagerarzt im SS-Sonderlager Hinzert bis Ende Dezember 1941 hatte er am 16. Oktober 1941 eine sogenannte Sonderbehandlung (hier vorgespiegelte Impfung, tatsächlich „Abspritzung“ mittels Zyankalilösung) von vermutlich 70 sowjetischen angeblichen Politkommissaren der Roten Armee aus dem "Arbeitslager für sowjetische Kriegsgefangene" des Truppenübungsplatzes Baumholder durchgeführt. Gemäß dem sogenannten Kommissarbefehl organisierte der damalige Lagerkommandant SS-Sturmbannführer Hermann Pister diese Massenmordaktion. Ein Verfahren aus dem Jahr 1961 gegen beteiligte SS-Sanitäter des SS-Sonderlagers Hinzert vor dem Landgericht Trier belastete nach damaligem Kenntnisstand Wolter.
Danach war Wolter Lagerarzt im KZ Sachsenhausen und ab 1942 im KZ Dachau eingesetzt. Dort soll er bis 1943 katholische Geistliche und Ordensbrüder aus dem Pfarrerblock für die Durchführung der sogenannten Phlegmonen-Experimente ausgewählt haben.
Von August 1944 bis zum 27. April 1945 war er Standortarzt im KZ Mauthausen. Dort soll er Häftlingen tödliche Injektionen verabreicht haben. Ferner soll Wolter Selektionen für die Invalidentransporte, auch „Aktion 14f13“ genannt, vorgenommen haben, die meist in die NS-Tötungsanstalt Hartheim geführt haben. Am 30. Januar 1945 wurde Wolter zum SS-Sturmbannführer der Reserve befördert.

## Nach Kriegsende
Nach Kriegsende wurde Waldemar Wolter 1946 gemeinsam mit 60 weiteren Vertretern der Lagerverwaltung im Mauthausen-Hauptprozess angeklagt. Unter anderem wurde ihm vorgeworfen, noch kurz vor Kriegsende die Vergasung von 1400 bis 2700 Häftlingen befohlen zu haben. Die Beurteilung des Verhaltens Wolters als Standortarzt in Mauthausen erwies sich als kontrovers. So fanden sich eine Reihe ehemaliger Häftlinge, die ihm ein anständiges Verhalten attestierten: Er habe eine Verbesserung der medizinischen Versorgung der Lagerinsassen angestrebt und sich für eine bessere Lebensmittelversorgung im Lager eingesetzt. Laut dem Arztschreiber Ernst Martin sei Wolter der „im Verhältnis zu allen vorangegangenen Standortärzten der anständigste gewesen.“
Am 13. Mai 1946 wurden sämtliche 61 Angeklagte für schuldig befunden und 58, darunter Wolter, zum Tode durch den Strang verurteilt. Nach der Urteilsverkündung sprachen sich eine Reihe von Personen für eine Begnadigung Wolters aus, darunter Martin Niemöller. Waldemar Wolter wurde in das Kriegsverbrechergefängnis Landsberg überführt und dort am 28. Mai 1947 hingerichtet.